# Monhystera mwerazii
Monhystera mwerazii är en rundmaskart som beskrevs av Meyl 1957. Monhystera mwerazii ingår i släktet Monhystera och familjen Monhysteridae. Inga underarter finns listade i Catalogue of Life.